# Liste des monuments historiques de l'Aisne (nord)
Cet article recense les monuments historiques du nord de l'Aisne, en France (communes des arrondissements de Laon, Saint-Quentin et Vervins).
Du fait du nombre de protections à Laon, la commune dispose d'une liste à part : voir la liste des monuments historiques de Laon

## Liste
- Haut – A
- B
- C
- D
- E
- F
- G
- H
- I
- J
- K
- L
- M
- N
- O
- P
- Q
- R
- S
- T
- U
- V
- W
- X
- Y
- Z

### A
| Monument                                        | Commune                  | Adresse        | Coordonnées                      | Notice         | Protection | Date                        | Illustration                                    |
| ----------------------------------------------- | ------------------------ | -------------- | -------------------------------- | -------------- | ---------- | --------------------------- | ----------------------------------------------- |
| Église Saint-Médard d'Agnicourt                 | Agnicourt-et-Séchelles   |                | 49° 42′ 59″ nord, 3° 57′ 16″ est | « PA00115497 » | Classé     | 12 août 1921                | Église Saint-Médard d'Agnicourt                 |
| Château de Bernoville                           | Aisonville-et-Bernoville | Bernoville     | 49° 55′ 51″ nord, 3° 30′ 27″ est | « PA02000004 » | Inscrit    | 24 décembre 1997 2 mai 2012 | Château de Bernoville                           |
| Église Saint-Denis d'Andelain                   | Andelain                 |                | 49° 38′ 23″ nord, 3° 22′ 18″ est | « PA00115502 » | Classé     | 12 août 1921                | Église Saint-Denis d'Andelain                   |
| Église Saint-Martin d'Archon                    | Archon                   |                | 49° 44′ 21″ nord, 4° 07′ 03″ est | « PA00115503 » | Inscrit    | 3 juin 1932                 | Église Saint-Martin d'Archon                    |
| Château d'Arranceau                             | Arrancy                  |                | 49° 29′ 58″ nord, 3° 45′ 36″ est | « PA00115507 » | Inscrit    | 28 juin 1927                | Image manquante Téléverser                      |
| Château d'Arrancy                               | Arrancy                  |                | 49° 29′ 33″ nord, 3° 45′ 26″ est | « PA02000077 » | Inscrit    | 13 août 2008                | Image manquante Téléverser                      |
| Église Notre-Dame d'Aubenton                    | Aubenton                 |                | 49° 50′ 11″ nord, 4° 12′ 16″ est | « PA00115509 » | Classé     | 30 septembre 1994           | Église Notre-Dame d'Aubenton                    |
| Manoir d'Aubenton                               | Aubenton                 | Rue du Coqvert | 49° 50′ 10″ nord, 4° 12′ 19″ est | « PA00115510 » | Inscrit    | 29 décembre 1978            | Manoir d'Aubenton                               |
| Portail d'entrée fortifié du château de l'Étang | Audigny                  |                | 49° 52′ 27″ nord, 3° 39′ 28″ est | « PA00115511 » | Inscrit    | 28 juin 1927                | Portail d'entrée fortifié du château de l'Étang |
| Château d'Aulnois-sous-Laon                     | Aulnois-sous-Laon        |                | 49° 36′ 46″ nord, 3° 36′ 14″ est | « PA00115513 » | Inscrit    | 24 octobre 1927             | Château d'Aulnois-sous-Laon                     |
| Église Saint-Hilaire d'Autreppes                | Autreppes                |                | 49° 54′ 18″ nord, 3° 51′ 19″ est | « PA00115514 » | Inscrit    | 9 juillet 1987              | Église Saint-Hilaire d'Autreppes                |

- Haut – A
- B
- C
- D
- E
- F
- G
- H
- I
- J
- K
- L
- M
- N
- O
- P
- Q
- R
- S
- T
- U
- V
- W
- X
- Y
- Z

### B
| Monument                                     | Commune                    | Adresse                  | Coordonnées                      | Notice         | Protection     | Date                           | Illustration                                 |
| -------------------------------------------- | -------------------------- | ------------------------ | -------------------------------- | -------------- | -------------- | ------------------------------ | -------------------------------------------- |
| Église Saint-Nicolas de Bancigny             | Bancigny                   |                          | 49° 48′ 03″ nord, 4° 02′ 00″ est | « PA00115516 » | Inscrit        | 11 mai 1932                    | Église Saint-Nicolas de Bancigny             |
| Église Saint-Martin de Barenton-Bugny        | Barenton-Bugny             |                          | 49° 38′ 06″ nord, 3° 39′ 03″ est | « PA00115517 » | Classé         | 17 novembre 1921               | Église Saint-Martin de Barenton-Bugny        |
| Château de Beaurevoir                        | Beaurevoir                 |                          | 49° 59′ 34″ nord, 3° 18′ 07″ est | « PA00115522 » | Inscrit Classé | 4 juin 1937 10 décembre 1920   | Château de Beaurevoir                        |
| Église Saint-Rémi de Beaurieux               | Beaurieux                  |                          | 49° 23′ 37″ nord, 3° 44′ 18″ est | « PA00115523 » | Inscrit        | 24 octobre 1927                | Église Saint-Rémi de Beaurieux               |
| Côte 108                                     | Berry-au-Bac               |                          | 49° 23′ 55″ nord, 3° 54′ 35″ est | « PA00115527 » | Classé         | 11 janvier 1937                | Côte 108                                     |
| Église Saint-Martin de Bichancourt           | Bichancourt                |                          | 49° 34′ 35″ nord, 3° 12′ 48″ est | « PA02000094 » | Inscrit        | 12 novembre 2018               | Église Saint-Martin de Bichancourt           |
| Ancien château de Blérancourt                | Blérancourt                | Rue Lecat                | 49° 30′ 54″ nord, 3° 09′ 07″ est | « PA00115536 » | Inscrit        | 24 octobre 1927                | Ancien château de Blérancourt                |
| Château de Blérancourt                       | Blérancourt                | Place du Général-Leclerc | 49° 31′ 05″ nord, 3° 09′ 17″ est | « PA00115535 » | Inscrit Classé | 28 septembre 2001 2 avril 1925 | Château de Blérancourt                       |
| Couvent des Feuillants de Blérancourt        | Blérancourt                |                          | 49° 30′ 54″ nord, 3° 09′ 08″ est | « PA00115537 » | Inscrit        | 8 février 1928                 | Couvent des Feuillants de Blérancourt        |
| Église Saint-Pierre-ès-Liens de Blérancourt  | Blérancourt                |                          | 49° 30′ 50″ nord, 3° 09′ 15″ est | « PA00115538 » | Classé         | 18 janvier 1921                | Église Saint-Pierre-ès-Liens de Blérancourt  |
| Maison de Saint-Just                         | Blérancourt                | 2 rue de la Chouette     | 49° 30′ 54″ nord, 3° 08′ 58″ est | « PA00115539 » | Inscrit        | 19 janvier 1987                | Maison de Saint-Just                         |
| Hôtel de ville de Bohain-en-Vermandois       | Bohain-en-Vermandois       |                          | 49° 59′ 13″ nord, 3° 27′ 18″ est | « PA02000066 » | Inscrit        | 26 janvier 2007                | Hôtel de ville de Bohain-en-Vermandois       |
| Château de Bois-lès-Pargny                   | Bois-lès-Pargny            |                          | 49° 43′ 56″ nord, 3° 38′ 55″ est | « PA00115540 » | Classé         | 24 juin 1927                   | Château de Bois-lès-Pargny                   |
| Verziau de Gargantua                         | Bois-lès-Pargny            |                          | 49° 45′ 04″ nord, 3° 39′ 16″ est | « PA00115541 » | Classé         | 1889                           | Verziau de Gargantua                         |
| Abri du Kaiser                               | Bosmont-sur-Serre          |                          | 49° 43′ 32″ nord, 3° 51′ 16″ est | « PA00115544 » | Classé         | 22 décembre 1921               | Image manquante Téléverser                   |
| Château de Chambly                           | Bosmont-sur-Serre          |                          | 49° 43′ 40″ nord, 3° 51′ 38″ est | « PA00115545 » | Inscrit        | 8 décembre 1966                | Image manquante Téléverser                   |
| Église Saint-Rémi de Bosmont-sur-Serre       | Bosmont-sur-Serre          |                          | 49° 43′ 59″ nord, 3° 51′ 27″ est | « PA00115996 » | Classé         | 22 novembre 1990               | Église Saint-Rémi de Bosmont-sur-Serre       |
| Abbaye de Vauclair                           | Bouconville-Vauclair       |                          | 49° 27′ 09″ nord, 3° 44′ 46″ est | « PA00115546 » | Classé         | 11 mai 2009 9 janvier 1970     | Abbaye de Vauclair                           |
| Réseau de tranchées de Bouconville-Vauclair  | Bouconville-Vauclair       | Les Foteaux              | 49° 26′ 23″ nord, 3° 45′ 22″ est | « PA02000020 » | Inscrit        | 23 novembre 1999               | Image manquante Téléverser                   |
| Église Saint-Martin de Bourg-et-Comin        | Bourg-et-Comin             |                          | 49° 23′ 44″ nord, 3° 39′ 18″ est | « PA00115547 » | Classé         | 12 novembre 1919               | Église Saint-Martin de Bourg-et-Comin        |
| Château de Bourguignon-sous-Montbavin        | Bourguignon-sous-Montbavin |                          | 49° 31′ 42″ nord, 3° 32′ 24″ est | « PA02000055 » | Inscrit        | 7 juin 2004                    | Château de Bourguignon-sous-Montbavin        |
| Vendangeoir des Frères Le Nain               | Bourguignon-sous-Montbavin |                          | 49° 31′ 43″ nord, 3° 32′ 28″ est | « PA02000046 » | Inscrit        | 23 septembre 2003              | Vendangeoir des Frères Le Nain               |
| Vendangeoirs Hédouville et Cuzey             | Bourguignon-sous-Montbavin | 18 rue des Vendangeoirs  | 49° 31′ 43″ nord, 3° 32′ 26″ est | « PA02000001 » | Inscrit        | 25 novembre 1996               | Vendangeoirs Hédouville et Cuzey             |
| Église Notre-Dame de La Bouteille            | La Bouteille               |                          | 49° 51′ 35″ nord, 3° 58′ 27″ est | « PA00115548 » | Inscrit        | 1er juin 1927                  | Église Notre-Dame de La Bouteille            |
| Menhir de la Haute-Ronde                     | La Bouteille               |                          | 49° 51′ 23″ nord, 3° 57′ 11″ est | « PA00115549 » | Classé         | 1889                           | Image manquante Téléverser                   |
| Carrière de Froidmont                        | Braye-en-Laonnois          |                          | 49° 26′ 39″ nord, 3° 36′ 24″ est | « PA00132907 » | Classé         | 17 novembre 1998               | Carrière de Froidmont                        |
| Église Notre-Dame de Bruyères-et-Montbérault | Bruyères-et-Montbérault    |                          | 49° 31′ 29″ nord, 3° 39′ 50″ est | « PA00115559 » | Classé         | 1er février 1922               | Église Notre-Dame de Bruyères-et-Montbérault |
| Ancienne ferme de l'abbaye de Bucilly        | Bucilly                    |                          | 49° 52′ 16″ nord, 4° 06′ 14″ est | « PA02000080 » | Inscrit        | 2 novembre 2009                | Ancienne ferme de l'abbaye de Bucilly        |
| Tour Florentine de Buire                     | Buire                      |                          | 49° 54′ 38″ nord, 4° 04′ 24″ est | « PA00116005 » | Classé         | 6 novembre 1995                | Tour Florentine de Buire                     |
| Église Saint-Martin de Burelles              | Burelles                   |                          | 49° 46′ 56″ nord, 3° 53′ 45″ est | « PA00115568 » | Classé         | 16 mai 1931                    | Église Saint-Martin de Burelles              |

- Haut – A
- B
- C
- D
- E
- F
- G
- H
- I
- J
- K
- L
- M
- N
- O
- P
- Q
- R
- S
- T
- U
- V
- W
- X
- Y
- Z

### C
| Monument                                                      | Commune                    | Adresse                                        | Coordonnées                      | Notice         | Protection     | Date                         | Illustration                                                  |
| ------------------------------------------------------------- | -------------------------- | ---------------------------------------------- | -------------------------------- | -------------- | -------------- | ---------------------------- | ------------------------------------------------------------- |
| Croix aux Héros                                               | Camelin                    | Nouveau cimetière de Camelin                   | 49° 31′ 41″ nord, 3° 08′ 08″ est | « PA00115571 » | Classé         | 5 janvier 1925               | Croix aux Héros                                               |
| Église Saint-Pierre-et-Saint-Paul de Camelin                  | Camelin                    |                                                | 49° 31′ 31″ nord, 3° 08′ 05″ est | « PA00115572 » | Classé         | 16 décembre 1921             | Église Saint-Pierre-et-Saint-Paul de Camelin                  |
| Château de Caulaincourt                                       | Caulaincourt               | 2 rue Boulanger                                | 49° 51′ 55″ nord, 3° 06′ 26″ est | « PA00116006 » | Inscrit Classé | 28 octobre 1992 9 avril 1998 | Château de Caulaincourt                                       |
| Église Saint-Pierre de Caumont                                | Caumont                    |                                                | 49° 37′ 55″ nord, 3° 10′ 43″ est | « PA00115573 » | Inscrit        | 13 mars 1975                 | Église Saint-Pierre de Caumont                                |
| Donjon de Cerny-lès-Bucy                                      | Cerny-lès-Bucy             |                                                | 49° 34′ 44″ nord, 3° 32′ 48″ est | « PA00115575 » | Classé         | 24 août 2004                 | Image manquante Téléverser                                    |
| Chapelle du Souvenir et lanterne des morts                    | Cerny-en-Laonnois          | 1 rue Saint-Rémy                               | 49° 26′ 35″ nord, 3° 40′ 02″ est | « PA02000092 » | Inscrit        | 28 mars 2017                 | Chapelle du Souvenir et lanterne des morts                    |
| Église Saint-Pierre de Chaillevois                            | Chaillevois                |                                                | 49° 30′ 54″ nord, 3° 31′ 24″ est | « PA00115579 » | Inscrit        | 3 juin 1932                  | Église Saint-Pierre de Chaillevois                            |
| Château de Chalandry                                          | Chalandry                  |                                                | 49° 40′ 40″ nord, 3° 39′ 01″ est | « PA00115580 » | Inscrit        | 28 juin 1927                 | Château de Chalandry                                          |
| Église Saint-Martin de Chaourse                               | Chaourse                   |                                                | 49° 42′ 22″ nord, 3° 59′ 58″ est | « PA00115581 » | Classé         | 4 janvier 1921               | Église Saint-Martin de Chaourse                               |
| Église Saint-Jean-Baptiste de Chaudardes                      | Chaudardes                 |                                                | 49° 23′ 29″ nord, 3° 47′ 31″ est | « PA00115593 » | Classé         | 15 octobre 1919              | Église Saint-Jean-Baptiste de Chaudardes                      |
| Pâtisserie du marché couvert                                  | Chauny                     |                                                | 49° 36′ 43″ nord, 3° 13′ 11″ est | « PA02000061 » | Inscrit        | 25 juillet 2006              | Pâtisserie du marché couvert                                  |
| Église Saint-Pierre-aux-Liens de Chivy-lès-Étouvelles         | Chivy-lès-Étouvelles       |                                                | 49° 31′ 48″ nord, 3° 35′ 10″ est | « PA00115598 » | Classé         | 15 juillet 1920              | Église Saint-Pierre-aux-Liens de Chivy-lès-Étouvelles         |
| Carrière de Colligis                                          | Colligis-Crandelain        | Le Bois Retondu                                | 49° 28′ 56″ nord, 3° 38′ 08″ est | « PA02000021 » | Inscrit        | 26 janvier 2000              | Image manquante Téléverser                                    |
| Église Saint-Martin de Crandelain                             | Colligis-Crandelain        | Crandelain                                     | 49° 28′ 02″ nord, 3° 37′ 51″ est | « PA00115607 » | Classé         | 20 décembre 1920             | Église Saint-Martin de Crandelain                             |
| Oppidum de Variscourt                                         | Condé-sur-Suippe           |                                                | 49° 25′ 25″ nord, 3° 57′ 32″ est | « PA00116011 » | Inscrit        | 27 juillet 1992              | Image manquante Téléverser                                    |
| Château de Coucy                                              | Coucy-le-Château-Auffrique |                                                | 49° 31′ 18″ nord, 3° 19′ 07″ est | « PA00115617 » | Classé         | 1862                         | Château de Coucy                                              |
| Église Saint-Sauveur de Coucy-le-Château-Auffrique            | Coucy-le-Château-Auffrique |                                                | 49° 31′ 08″ nord, 3° 19′ 31″ est | « PA00115618 » | Classé         | 5 octobre 1920               | Église Saint-Sauveur de Coucy-le-Château-Auffrique            |
| Maison du Gouverneur                                          | Coucy-le-Château-Auffrique |                                                | 49° 31′ 12″ nord, 3° 19′ 28″ est | « PA00115620 » | Classé         | 24 août 1931                 | Maison du Gouverneur                                          |
| Plate-forme de l'obusier de Coucy-le-Château-Auffrique        | Coucy-le-Château-Auffrique |                                                | 49° 31′ 42″ nord, 3° 18′ 19″ est | « PA00115619 » | Classé         | 20 septembre 1922            | Plate-forme de l'obusier de Coucy-le-Château-Auffrique        |
| Porte de Laon                                                 | Coucy-le-Château-Auffrique |                                                | 49° 31′ 18″ nord, 3° 19′ 32″ est | « PA00115621 » | Classé         | 1889                         | Porte de Laon                                                 |
| Église Saint-Rémi de Coucy-la-Ville                           | Coucy-la-Ville             |                                                | 49° 31′ 57″ nord, 3° 19′ 43″ est | « PA00115616 » | Classé         | 30 avril 1928                | Église Saint-Rémi de Coucy-la-Ville                           |
| Ancien Craonne                                                | Craonne                    |                                                | 49° 26′ 41″ nord, 3° 47′ 19″ est | « PA02000048 » | Inscrit        | 17 mars 2003                 | Ancien Craonne                                                |
| Monument des Basques                                          | Craonnelle                 | Plateau de Californie                          | 49° 25′ 49″ nord, 3° 45′ 35″ est | « PA02000044 » | Inscrit        | 17 juin 2003                 | Image manquante Téléverser                                    |
| Hôtel de ville de Crécy-sur-Serre                             | Crécy-sur-Serre            |                                                | 49° 41′ 46″ nord, 3° 37′ 27″ est | « PA00115636 » | Inscrit        | 8 février 1928               | Hôtel de ville de Crécy-sur-Serre                             |
| Maison                                                        | Crécy-sur-Serre            | Place des Alliés Rue de l'Amiral-Saint-Hilaire | 49° 41′ 45″ nord, 3° 37′ 26″ est | « PA00115637 » | Inscrit Classé | 13 janvier 1930 5 juin 1931  | Maison                                                        |
| Tour de Crécy                                                 | Crécy-sur-Serre            |                                                | 49° 41′ 46″ nord, 3° 37′ 26″ est | « PA00115635 » | Classé         | 4 février 1921               | Tour de Crécy                                                 |
| Église Notre-Dame de Crépy                                    | Crépy                      |                                                | 49° 36′ 05″ nord, 3° 30′ 58″ est | « PA00115638 » | Classé         | 4 janvier 1921               | Église Notre-Dame de Crépy                                    |
| Église Saint-Pierre de Crépy                                  | Crépy                      |                                                | 49° 36′ 22″ nord, 3° 30′ 41″ est | « PA00115639 » | Classé         | 4 janvier 1921               | Image manquante Téléverser                                    |
| Plate-forme du Parisgeschütz de Crépy                         | Crépy                      | Bois de l'Épine                                | 49° 37′ 20″ nord, 3° 30′ 25″ est | « PA00115640 » | Classé         | 28 avril 1922                | Image manquante Téléverser                                    |
| Église Saint-Gervais-et-Saint-Protais de Cuiry-lès-Chaudardes | Cuiry-lès-Chaudardes       |                                                | 49° 23′ 09″ nord, 3° 46′ 18″ est | « PA00115645 » | Classé         | 16 octobre 1922              | Église Saint-Gervais-et-Saint-Protais de Cuiry-lès-Chaudardes |
| Église Saint-Martin de Cuiry-lès-Iviers                       | Cuiry-lès-Iviers           |                                                | 49° 45′ 40″ nord, 4° 06′ 34″ est | « PA00115646 » | Inscrit        | 9 juillet 1987               | Église Saint-Martin de Cuiry-lès-Iviers                       |
| Abbaye de Cuissy                                              | Cuissy-et-Geny             |                                                | 49° 24′ 11″ nord, 3° 42′ 53″ est | « PA00115647 » | Inscrit        | 8 février 1928               | Image manquante Téléverser                                    |

- Haut – A
- B
- C
- D
- E
- F
- G
- H
- I
- J
- K
- L
- M
- N
- O
- P
- Q
- R
- S
- T
- U
- V
- W
- X
- Y
- Z

### D
| Monument                                           | Commune | Adresse | Coordonnées                      | Notice         | Protection | Date        | Illustration                                       |
| -------------------------------------------------- | ------- | ------- | -------------------------------- | -------------- | ---------- | ----------- | -------------------------------------------------- |
| Église de la Nativité-de-la-Sainte-Vierge de Dohis | Dohis   |         | 49° 45′ 46″ nord, 4° 08′ 25″ est | « PA00115651 » | Inscrit    | 3 juin 1932 | Église de la Nativité-de-la-Sainte-Vierge de Dohis |

- Haut – A
- B
- C
- D
- E
- F
- G
- H
- I
- J
- K
- L
- M
- N
- O
- P
- Q
- R
- S
- T
- U
- V
- W
- X
- Y
- Z

### E
| Monument                           | Commune          | Adresse | Coordonnées                      | Notice         | Protection | Date            | Illustration                       |
| ---------------------------------- | ---------------- | ------- | -------------------------------- | -------------- | ---------- | --------------- | ---------------------------------- |
| Château de la Plesnoye             | Englancourt      |         | 49° 55′ 27″ nord, 3° 48′ 38″ est | « PA00115655 » | Inscrit    | 14 octobre 1985 | Image manquante Téléverser         |
| Église Saint-Nicolas d'Englancourt | Englancourt      |         | 49° 55′ 01″ nord, 3° 48′ 03″ est | « PA00115656 » | Classé     | 10 mars 1995    | Église Saint-Nicolas d'Englancourt |
| Église Saint-Martin d'Esquéhéries  | Esquéhéries      |         | 49° 59′ 04″ nord, 3° 44′ 44″ est | « PA00115660 » | Inscrit    | 22 mars 1934    | Église Saint-Martin d'Esquéhéries  |
| Ferme d'Essigny-le-Grand           | Essigny-le-Grand |         | 49° 46′ 54″ nord, 3° 16′ 27″ est | « PA02000054 » | Inscrit    | 7 juin 2004     | Ferme d'Essigny-le-Grand           |
| Église Saint-Martin d'Etouvelles   | Etouvelles       |         | 49° 31′ 15″ nord, 3° 34′ 53″ est | « PA00115665 » | Classé     | 5 octobre 1920  | Image manquante Téléverser         |

- Haut – A
- B
- C
- D
- E
- F
- G
- H
- I
- J
- K
- L
- M
- N
- O
- P
- Q
- R
- S
- T
- U
- V
- W
- X
- Y
- Z

### F
| Monument                                             | Commune                       | Adresse                               | Coordonnées                      | Notice         | Protection     | Date                              | Illustration                                         |
| ---------------------------------------------------- | ----------------------------- | ------------------------------------- | -------------------------------- | -------------- | -------------- | --------------------------------- | ---------------------------------------------------- |
| Château de La Fère                                   | La Fère                       |                                       | 49° 39′ 49″ nord, 3° 21′ 58″ est | « PA00115666 » | Inscrit Classé | 19 janvier 1994 14 septembre 1965 | Image manquante Téléverser                           |
| Église Saint-Montain de La Fère                      | La Fère                       |                                       | 49° 39′ 50″ nord, 3° 22′ 01″ est | « PA00115667 » | Classé         | 7 janvier 1921                    | Église Saint-Montain de La Fère                      |
| Immeuble                                             | La Fère                       | 3 rue Henri-Martin                    | 49° 39′ 39″ nord, 3° 22′ 03″ est | « PA00115668 » | Inscrit        | 16 juillet 1987                   | Immeuble                                             |
| Quartier Drouot                                      | La Fère                       |                                       | 49° 39′ 44″ nord, 3° 22′ 10″ est | « PA00132908 » | Inscrit        | 19 janvier 1994                   | Image manquante Téléverser                           |
| Ancienne salle de spectacles dite Casino             | La Ferté-Chevresis            | 9 rue du Château                      | 49° 44′ 09″ nord, 3° 33′ 31″ est | « PA02000090 » | Inscrit        | 27 avril 2016                     | Image manquante Téléverser                           |
| Château de Festieux                                  | Festieux                      |                                       | 49° 31′ 09″ nord, 3° 45′ 12″ est | « PA00115679 » | Inscrit        | 20 mars 1978                      | Château de Festieux                                  |
| Monument de la Pierre d'Haudroy                      | La Flamengrie                 | C.D. 285, entre La Capelle et Haudroy | 49° 59′ 05″ nord, 3° 55′ 56″ est | « PA02000005 » | Inscrit        | 22 décembre 1997                  | Monument de la Pierre d'Haudroy                      |
| Église Saint-Médard de Flavigny-le-Grand-et-Beaurain | Flavigny-le-Grand-et-Beaurain | Beaurain                              | 49° 53′ 19″ nord, 3° 39′ 56″ est | « PA00115680 » | Inscrit        | 1er juin 1927                     | Église Saint-Médard de Flavigny-le-Grand-et-Beaurain |
| Château de Cambron                                   | Fontaine-lès-Vervins          | Cambron                               | 49° 49′ 42″ nord, 3° 52′ 20″ est | « PA00115681 » | Inscrit        | 3 février 1928                    | Image manquante Téléverser                           |
| Église Saint-Martin de Fontaine-lès-Vervins          | Fontaine-lès-Vervins          |                                       | 49° 51′ 11″ nord, 3° 53′ 47″ est | « PA00115682 » | Inscrit        | 1er juin 1927                     | Église Saint-Martin de Fontaine-lès-Vervins          |
| Prieuré de Saint-Lambert                             | Fourdrain                     | R.N.                                  | 49° 37′ 38″ nord, 3° 27′ 20″ est | « PA00115685 » | Inscrit        | 24 octobre 1927                   | Image manquante Téléverser                           |
| Usine textile La Filandière                          | Fresnoy-le-Grand              | 54 rue Roger-Salengro                 | 49° 56′ 58″ nord, 3° 24′ 42″ est | « PA02000006 » | Inscrit Classé | 21 février 1997 24 novembre 1997  | Usine textile La Filandière                          |

- Haut – A
- B
- C
- D
- E
- F
- G
- H
- I
- J
- K
- L
- M
- N
- O
- P
- Q
- R
- S
- T
- U
- V
- W
- X
- Y
- Z

### G
| Monument                                   | Commune     | Adresse                | Coordonnées                      | Notice         | Protection     | Date                             | Illustration                               |
| ------------------------------------------ | ----------- | ---------------------- | -------------------------------- | -------------- | -------------- | -------------------------------- | ------------------------------------------ |
| Abbaye du Mont-Saint-Martin                | Gouy        |                        | 49° 59′ 27″ nord, 3° 15′ 39″ est | « PA00115688 » | Inscrit Classé | 8 septembre 1986 2 novembre 1992 | Abbaye du Mont-Saint-Martin                |
| Église Saint-Nicolas de Grandrieux         | Grandrieux  |                        | 49° 43′ 58″ nord, 4° 10′ 58″ est | « PA00115690 » | Inscrit        | 9 juillet 1987                   | Église Saint-Nicolas de Grandrieux         |
| Église Saint-Pierre de Grand-Verly         | Grand-Verly | Rue de la Prairie      | 49° 56′ 18″ nord, 3° 35′ 03″ est | « PA02000014 » | Inscrit        | 13 octobre 1998                  | Église Saint-Pierre de Grand-Verly         |
| Église Saint-Théodulphe de Gronard         | Gronard     |                        | 49° 47′ 33″ nord, 3° 53′ 00″ est | « PA00115691 » | Classé         | 10 mars 1995                     | Église Saint-Théodulphe de Gronard         |
| Église Saint-Pierre de Guignicourt         | Guignicourt |                        | 49° 26′ 03″ nord, 3° 57′ 58″ est | « PA00115692 » | Classé         | 10 février 1921                  | Église Saint-Pierre de Guignicourt         |
| Château de Guise                           | Guise       |                        | 49° 53′ 46″ nord, 3° 37′ 23″ est | « PA00115693 » | Classé         | 22 juillet 1924                  | Château de Guise                           |
| Église Saint-Pierre-et-Saint-Paul de Guise | Guise       |                        | 49° 53′ 55″ nord, 3° 37′ 26″ est | « PA00115694 » | Inscrit        | 28 juin 1927                     | Église Saint-Pierre-et-Saint-Paul de Guise |
| Familistère de Guise                       | Guise       | La Rue des Prés        | 49° 54′ 15″ nord, 3° 37′ 31″ est | « PA00115695 » | Inscrit Classé | 22 mars 1991 4 juillet 1991      | Familistère de Guise                       |
| Hôtel Warnet                               | Guise       | 113, 123 place d'Armes | 49° 54′ 02″ nord, 3° 37′ 37″ est | « PA02000039 » | Inscrit        | 14 octobre 2002                  | Hôtel Warnet                               |
| Maison                                     | Guise       | 18 rue de la Citadelle | 49° 53′ 55″ nord, 3° 37′ 28″ est | « PA02000015 » | Inscrit        | 1er juillet 1998                 | Maison                                     |
| Église Saint-Georges de Guny               | Guny        |                        | 49° 31′ 10″ nord, 3° 16′ 02″ est | « PA00115696 » | Classé         | 4 décembre 1919                  | Église Saint-Georges de Guny               |

- Haut – A
- B
- C
- D
- E
- F
- G
- H
- I
- J
- K
- L
- M
- N
- O
- P
- Q
- R
- S
- T
- U
- V
- W
- X
- Y
- Z

### H
| Monument                                       | Commune  | Adresse | Coordonnées                      | Notice         | Protection     | Date                      | Illustration                                   |
| ---------------------------------------------- | -------- | ------- | -------------------------------- | -------------- | -------------- | ------------------------- | ---------------------------------------------- |
| Église Saint-Corneille-et-Saint-Cyprien d'Hary | Hary     |         | 49° 47′ 07″ nord, 3° 55′ 29″ est | « PA00115700 » | Inscrit Classé | 14 juin 1989 17 mars 1994 | Église Saint-Corneille-et-Saint-Cyprien d'Hary |
| Église Saint-Pierre de La Hérie                | La Hérie |         | 49° 52′ 58″ nord, 4° 02′ 42″ est | « PA00115997 » | Inscrit        | 14 juin 1989              | Église Saint-Pierre de La Hérie                |

- Haut – A
- B
- C
- D
- E
- F
- G
- H
- I
- J
- K
- L
- M
- N
- O
- P
- Q
- R
- S
- T
- U
- V
- W
- X
- Y
- Z

### J
| Monument                       | Commune | Adresse | Coordonnées                      | Notice         | Protection | Date           | Illustration                   |
| ------------------------------ | ------- | ------- | -------------------------------- | -------------- | ---------- | -------------- | ------------------------------ |
| Église Saint-Martin de Jeantes | Jeantes |         | 49° 48′ 15″ nord, 4° 03′ 17″ est | « PA00115702 » | Inscrit    | 9 juillet 1987 | Église Saint-Martin de Jeantes |

- Haut – A
- B
- C
- D
- E
- F
- G
- H
- I
- J
- K
- L
- M
- N
- O
- P
- Q
- R
- S
- T
- U
- V
- W
- X
- Y
- Z

### L
| Monument                                                                    | Commune            | Adresse                                      | Coordonnées                                  | Notice                                       | Protection                                   | Date                                         | Illustration                                                                |
| --------------------------------------------------------------------------- | ------------------ | -------------------------------------------- | -------------------------------------------- | -------------------------------------------- | -------------------------------------------- | -------------------------------------------- | --------------------------------------------------------------------------- |
|                                                                             | Laon               | Voir liste des monuments historiques de Laon | Voir liste des monuments historiques de Laon | Voir liste des monuments historiques de Laon | Voir liste des monuments historiques de Laon | Voir liste des monuments historiques de Laon | Voir liste des monuments historiques de Laon                                |
| Église Saint-Nicolas de Laval-en-Laonnois                                   | Laval-en-Laonnois  |                                              | 49° 30′ 06″ nord, 3° 35′ 46″ est             | « PA00115777 »                               | Classé                                       | 18 janvier 1921                              | Église Saint-Nicolas de Laval-en-Laonnois                                   |
| Église Notre-Dame-de-l'Assomption de Lavaqueresse                           | Lavaqueresse       |                                              | 49° 56′ 58″ nord, 3° 42′ 48″ est             | « PA00115778 »                               | Inscrit                                      | 1er juin 1927                                | Église Notre-Dame-de-l'Assomption de Lavaqueresse                           |
| Nécropole nationale de Le Sourd et Cimetière militaire allemand de Le Sourd | Lemé               | Rue du Cimetière                             | 49° 51′ 20″ nord, 3° 44′ 02″ est             | « PA02000089 »                               | Inscrit                                      | 2016                                         | Nécropole nationale de Le Sourd et Cimetière militaire allemand de Le Sourd |
| Église Sainte-Benoîte de Lerzy                                              | Lerzy              |                                              | 49° 56′ 37″ nord, 3° 52′ 51″ est             | « PA00115781 »                               | Inscrit                                      | 3 février 1928                               | Église Sainte-Benoîte de Lerzy                                              |
| Église de la Nativité-de-la-Sainte-Vierge de Lierval                        | Lierval            |                                              | 49° 29′ 04″ nord, 3° 36′ 49″ est             | « PA00115785 »                               | Classé                                       | 9 mai 1914                                   | Église de la Nativité-de-la-Sainte-Vierge de Lierval                        |
| Basilique Notre-Dame de Liesse                                              | Liesse-Notre-Dame  |                                              | 49° 36′ 36″ nord, 3° 48′ 14″ est             | « PA00115786 »                               | Classé                                       | 20 décembre 1920                             | Basilique Notre-Dame de Liesse                                              |
| Maison à pan de bois                                                        | Liesse-Notre-Dame  | 7-9 rue du Général-de-Gaulle                 | 49° 36′ 37″ nord, 3° 48′ 12″ est             | « PA02000003 »                               | Inscrit                                      | 14 mars 1996                                 | Maison à pan de bois                                                        |
| Presbytère de Liesse-Notre-Dame                                             | Liesse-Notre-Dame  | 2 rue de l'Abbé-Duploye                      | 49° 36′ 35″ nord, 3° 48′ 15″ est             | « PA00115787 »                               | Classé                                       | 22 septembre 1987                            | Presbytère de Liesse-Notre-Dame                                             |
| Église Saint-Rémi de Logny-lès-Aubenton                                     | Logny-lès-Aubenton |                                              | 49° 49′ 41″ nord, 4° 12′ 39″ est             | « PA00115998 »                               | Inscrit                                      | 14 juin 1989                                 | Église Saint-Rémi de Logny-lès-Aubenton                                     |

- Haut – A
- B
- C
- D
- E
- F
- G
- H
- I
- J
- K
- L
- M
- N
- O
- P
- Q
- R
- S
- T
- U
- V
- W
- X
- Y
- Z

### M
| Monument                                              | Commune             | Adresse                              | Coordonnées                      | Notice         | Protection     | Date                         | Illustration                                          |
| ----------------------------------------------------- | ------------------- | ------------------------------------ | -------------------------------- | -------------- | -------------- | ---------------------------- | ----------------------------------------------------- |
| Église Saint-Martin de Macquigny                      | Macquigny           |                                      | 49° 53′ 06″ nord, 3° 33′ 03″ est | « PA00115798 » | Inscrit Classé | 9 juillet 1987 29 avril 1994 | Église Saint-Martin de Macquigny                      |
| Église Sainte-Aldegonde de Malzy                      | Malzy               |                                      | 49° 54′ 27″ nord, 3° 43′ 31″ est | « PA00115799 » | Inscrit        | 1er juin 1927                | Église Sainte-Aldegonde de Malzy                      |
| Pigeonnier de Marcy                                   | Marcy               | Rue du Château                       | 49° 50′ 59″ nord, 3° 24′ 16″ est | « PA02000041 » | Inscrit        | 17 février 2003              | Pigeonnier de Marcy                                   |
| Église Saint-Médard de Marcy-sous-Marle               | Marcy-sous-Marle    |                                      | 49° 44′ 18″ nord, 3° 44′ 14″ est | « PA00115801 » | Inscrit        | 15 avril 1966                | Église Saint-Médard de Marcy-sous-Marle               |
| Château de Marfontaine                                | Marfontaine         | Rue du Château                       | 49° 48′ 00″ nord, 3° 46′ 29″ est | « PA02000016 » | Inscrit        | 13 octobre 1998              | Château de Marfontaine                                |
| Église Notre-Dame de Marle                            | Marle               |                                      | 49° 44′ 25″ nord, 3° 46′ 14″ est | « PA00115807 » | Classé         | 1846                         | Église Notre-Dame de Marle                            |
| Maison des Frères Ignorantins                         | Marle               | 5 rue Pelletier                      | 49° 44′ 25″ nord, 3° 46′ 09″ est | « PA02000079 » | Inscrit        | 16 juillet 2009              | Maison des Frères Ignorantins                         |
| Relais de poste de Marle                              | Marle               | 26, 28 rue du Faubourg-Saint-Nicolas | 49° 44′ 30″ nord, 3° 46′ 24″ est | « PA00115808 » | Inscrit        | 29 mai 1933                  | Relais de poste de Marle                              |
| Église Saint-Rémy de Marly-Gomont                     | Marly-Gomont        |                                      | 49° 54′ 20″ nord, 3° 47′ 33″ est | « PA00115809 » | Inscrit        | 3 février 1928               | Église Saint-Rémy de Marly-Gomont                     |
| Église Saint-Martin de Martigny-Courpierre            | Martigny-Courpierre |                                      | 49° 29′ 22″ nord, 3° 40′ 45″ est | « PA00132909 » | Classé         | 3 novembre 1997              | Église Saint-Martin de Martigny-Courpierre            |
| Château de Mauregny-en-Haye                           | Mauregny-en-Haye    |                                      | 49° 31′ 46″ nord, 3° 47′ 55″ est | « PA00115810 » | Inscrit        | 30 mai 1928                  | Image manquante Téléverser                            |
| Oppidum de Mondrepuis                                 | Mondrepuis          | Le Câtelet                           | 49° 57′ 09″ nord, 4° 03′ 33″ est | « PA02000084 » | Inscrit        | 2014                         | Image manquante Téléverser                            |
| Église Saint-Pierre-et-Saint-Paul de Mons-en-Laonnois | Mons-en-Laonnois    |                                      | 49° 32′ 16″ nord, 3° 33′ 14″ est | « PA00115817 » | Classé         | 12 août 1909                 | Église Saint-Pierre-et-Saint-Paul de Mons-en-Laonnois |
| Église Saint-Pierre-et-Saint-Paul de Montaigu         | Montaigu            |                                      | 49° 32′ 07″ nord, 3° 49′ 35″ est | « PA00115820 » | Classé         | 18 janvier 1921              | Église Saint-Pierre-et-Saint-Paul de Montaigu         |
| Église Saint-Pierre de Montchâlons                    | Montchâlons         |                                      | 49° 30′ 48″ nord, 3° 43′ 37″ est | « PA00115821 » | Inscrit        | 8 février 1928               | Image manquante Téléverser                            |
| Église Saint-Martin de Montcornet                     | Montcornet          |                                      | 49° 41′ 39″ nord, 4° 01′ 03″ est | « PA00115822 » | Classé         | 23 septembre 1911            | Église Saint-Martin de Montcornet                     |
| Ermitage de Montcornet                                | Montcornet          |                                      | 49° 41′ 33″ nord, 4° 01′ 07″ est | « PA00115823 » | Inscrit        | 8 février 1928               | Ermitage de Montcornet                                |
| Église Saint-Martin de Monthenault                    | Monthenault         |                                      | 49° 29′ 13″ nord, 3° 40′ 01″ est | « PA02000030 » | Inscrit        | 11 juin 2001                 | Église Saint-Martin de Monthenault                    |
| Église Saint-Nicolas de Morgny-en-Thiérache           | Morgny-en-Thiérache |                                      | 49° 45′ 37″ nord, 4° 04′ 34″ est | « PA00115832 » | Inscrit        | 28 juin 1989                 | Église Saint-Nicolas de Morgny-en-Thiérache           |
| Prieuré de Moulins                                    | Moulins             |                                      | 49° 25′ 16″ nord, 3° 41′ 10″ est | « PA00115835 » | Inscrit        | 8 février 1928               | Prieuré de Moulins                                    |

- Haut – A
- B
- C
- D
- E
- F
- G
- H
- I
- J
- K
- L
- M
- N
- O
- P
- Q
- R
- S
- T
- U
- V
- W
- X
- Y
- Z

### N
| Monument                                      | Commune              | Adresse | Coordonnées                      | Notice         | Protection | Date            | Illustration                                  |
| --------------------------------------------- | -------------------- | ------- | -------------------------------- | -------------- | ---------- | --------------- | --------------------------------------------- |
| Église Saint-Martin de Nampcelles-la-Cour     | Nampcelles-la-Cour   |         | 49° 46′ 36″ nord, 4° 00′ 15″ est | « PA00115837 » | Inscrit    | 22 mars 1934    | Église Saint-Martin de Nampcelles-la-Cour     |
| Église Notre-Dame de La Neuville-en-Beine     | La Neuville-en-Beine |         | 49° 40′ 26″ nord, 3° 09′ 12″ est | « PA00115843 » | Classé     | 25 janvier 1934 | Église Notre-Dame de La Neuville-en-Beine     |
| Église Saint-Nicolas de Noircourt             | Noircourt            |         | 49° 40′ 01″ nord, 4° 05′ 31″ est | « PA00115845 » | Inscrit    | 11 mai 1932     | Église Saint-Nicolas de Noircourt             |
| Chapelle des Templiers de Nouvion-et-Catillon | Nouvion-et-Catillon  |         | 49° 43′ 00″ nord, 3° 31′ 11″ est | « PA00115846 » | Inscrit    | 8 février 1928  | Chapelle des Templiers de Nouvion-et-Catillon |
| Église Saint-Rémy de Nouvion-et-Catillon      | Nouvion-et-Catillon  |         | 49° 42′ 07″ nord, 3° 29′ 07″ est | « PA00115847 » | Classé     | 28 mai 1927     | Église Saint-Rémy de Nouvion-et-Catillon      |
| Église Saint-Martin de Nouvion-le-Comte       | Nouvion-le-Comte     |         | 49° 41′ 54″ nord, 3° 27′ 51″ est | « PA00115848 » | Classé     | 20 mars 1922    | Église Saint-Martin de Nouvion-le-Comte       |
| Église Saint-Martin de Nouvion-le-Vineux      | Nouvion-le-Vineux    |         | 49° 30′ 08″ nord, 3° 36′ 38″ est | « PA00115849 » | Classé     | 1862            | Église Saint-Martin de Nouvion-le-Vineux      |

- Haut – A
- B
- C
- D
- E
- F
- G
- H
- I
- J
- K
- L
- M
- N
- O
- P
- Q
- R
- S
- T
- U
- V
- W
- X
- Y
- Z

### O
| Monument                                                 | Commune             | Adresse            | Coordonnées                      | Notice         | Protection | Date              | Illustration                                             |
| -------------------------------------------------------- | ------------------- | ------------------ | -------------------------------- | -------------- | ---------- | ----------------- | -------------------------------------------------------- |
| Ferme d'Ohis                                             | Ohis                | 12 rue de l'Église | 49° 55′ 46″ nord, 4° 00′ 43″ est | « PA00116008 » | Inscrit    | 29 septembre 1992 | Image manquante Téléverser                               |
| Vendangeoir d'Orgeval                                    | Orgeval             | 13 Grande-Rue      | 49° 30′ 26″ nord, 3° 42′ 10″ est | « PA02000043 » | Inscrit    | 17 juin 2003      | Vendangeoir d'Orgeval                                    |
| Église Saint-Cyr-et-Sainte-Julitte d'Origny-en-Thiérache | Origny-en-Thiérache |                    | 49° 53′ 47″ nord, 4° 01′ 21″ est | « PA00115853 » | Inscrit    | 24 octobre 1927   | Église Saint-Cyr-et-Sainte-Julitte d'Origny-en-Thiérache |

- Haut – A
- B
- C
- D
- E
- F
- G
- H
- I
- J
- K
- L
- M
- N
- O
- P
- Q
- R
- S
- T
- U
- V
- W
- X
- Y
- Z

### P
| Monument                                                   | Commune              | Adresse             | Coordonnées                      | Notice         | Protection | Date                        | Illustration                                               |
| ---------------------------------------------------------- | -------------------- | ------------------- | -------------------------------- | -------------- | ---------- | --------------------------- | ---------------------------------------------------------- |
| Église Saint-Jean-Baptiste de Pancy-Courtecon              | Pancy-Courtecon      |                     | 49° 28′ 25″ nord, 3° 39′ 17″ est | « PA00115861 » | Classé     | 14 février 1921             | Église Saint-Jean-Baptiste de Pancy-Courtecon              |
| Monument commémoratif franco-allemand de Pancy-Courtecon   | Pancy-Courtecon      |                     | 49° 28′ 41″ nord, 3° 38′ 42″ est | « PA02000008 » | Inscrit    | 22 décembre 1997            | Image manquante Téléverser                                 |
| Église Saint-Médard de Parfondeval                         | Parfondeval          |                     | 49° 44′ 21″ nord, 4° 09′ 38″ est | « PA00115863 » | Classé     | 3 février 1995              | Église Saint-Médard de Parfondeval                         |
| Château de Parpeville                                      | Parpeville           |                     | 49° 47′ 08″ nord, 3° 32′ 55″ est | « PA00115864 » | Inscrit    | 3 février 1928              | Château de Parpeville                                      |
| Église Saint-Brice de Pleine-Selve                         | Pleine-Selve         |                     | 49° 47′ 31″ nord, 3° 31′ 39″ est | « PA00115869 » | Classé     | 22 octobre 1913             | Église Saint-Brice de Pleine-Selve                         |
| Église Notre-Dame de Plomion                               | Plomion              |                     | 49° 48′ 27″ nord, 4° 01′ 10″ est | « PA00115870 » | Inscrit    | 9 juillet 1987              | Église Notre-Dame de Plomion                               |
| Halle de Plomion                                           | Plomion              | Place des Templiers | 49° 48′ 26″ nord, 4° 01′ 12″ est | « PA02000013 » | Inscrit    | 13 février 1998             | Halle de Plomion                                           |
| Église Saint-Pierre-aux-Liens de Ployart                   | Ployart-et-Vaurseine | Ployart             | 49° 29′ 31″ nord, 3° 45′ 17″ est | « PA00115871 » | Classé     | 22 juillet 1921             | Image manquante Téléverser                                 |
| Tour de Vaurseine                                          | Ployart-et-Vaurseine |                     | 49° 29′ 52″ nord, 3° 44′ 20″ est | « PA00115872 » | Inscrit    | 28 juin 1927                | Tour de Vaurseine                                          |
| Château de Pont-Saint-Mard                                 | Pont-Saint-Mard      |                     | 49° 29′ 59″ nord, 3° 17′ 03″ est | « PA02000040 » | Inscrit    | 14 octobre 2002 13 mai 2019 | Château de Pont-Saint-Mard                                 |
| Église Saint-Médard de Pont-Saint-Mard                     | Pont-Saint-Mard      |                     | 49° 29′ 57″ nord, 3° 17′ 13″ est | « PA00115874 » | Classé     | 5 août 1919                 | Église Saint-Médard de Pont-Saint-Mard                     |
| Abbaye de Prémontré                                        | Prémontré            |                     | 49° 32′ 50″ nord, 3° 24′ 38″ est | « PA00115875 » | Classé     | 1862                        | Abbaye de Prémontré                                        |
| Château de Presles                                         | Presles-et-Thierny   |                     | 49° 30′ 06″ nord, 3° 37′ 33″ est | « PA00115877 » | Inscrit    | 24 octobre 1927             | Image manquante Téléverser                                 |
| Église Saint-Georges-et-Saint-Quirin de Presles-et-Thierny | Presles-et-Thierny   | Presles             | 49° 30′ 34″ nord, 3° 37′ 34″ est | « PA00115878 » | Classé     | 18 décembre 1919            | Église Saint-Georges-et-Saint-Quirin de Presles-et-Thierny |
| Église Saint-Médard de Prisces                             | Prisces              |                     | 49° 46′ 48″ nord, 3° 51′ 44″ est | « PA00115880 » | Classé     | 29 avril 1994               | Église Saint-Médard de Prisces                             |
| Château de Puisieux-et-Clanlieu                            | Puisieux-et-Clanlieu |                     | 49° 51′ 22″ nord, 3° 40′ 35″ est | « PA02000075 » | Inscrit    | 11 juillet 2008             | Château de Puisieux-et-Clanlieu                            |

- Haut – A
- B
- C
- D
- E
- F
- G
- H
- I
- J
- K
- L
- M
- N
- O
- P
- Q
- R
- S
- T
- U
- V
- W
- X
- Y
- Z

### Q
| Monument           | Commune | Adresse | Coordonnées                      | Notice         | Protection | Date           | Illustration               |
| ------------------ | ------- | ------- | -------------------------------- | -------------- | ---------- | -------------- | -------------------------- |
| Château de Quierzy | Quierzy |         | 49° 34′ 33″ nord, 3° 08′ 49″ est | « PA00115881 » | Inscrit    | 8 février 1928 | Image manquante Téléverser |
| Prieuré de Quierzy | Quierzy |         | 49° 34′ 19″ nord, 3° 08′ 32″ est | « PA02000070 » | Inscrit    | 7 mai 2007     | Image manquante Téléverser |

- Haut – A
- B
- C
- D
- E
- F
- G
- H
- I
- J
- K
- L
- M
- N
- O
- P
- Q
- R
- S
- T
- U
- V
- W
- X
- Y
- Z

### R
| Monument                                      | Commune                | Adresse          | Coordonnées                      | Notice         | Protection     | Date                              | Illustration                                  |
| --------------------------------------------- | ---------------------- | ---------------- | -------------------------------- | -------------- | -------------- | --------------------------------- | --------------------------------------------- |
| Église Notre-Dame de Renneval                 | Renneval               |                  | 49° 44′ 26″ nord, 4° 02′ 54″ est | « PA00115883 » | Inscrit        | 24 octobre 1927                   | Église Notre-Dame de Renneval                 |
| Abbaye Saint-Nicolas-des-Prés                 | Ribemont               |                  | 49° 48′ 16″ nord, 3° 27′ 28″ est | « PA00115887 » | Inscrit        | 11 octobre 1982                   | Abbaye Saint-Nicolas-des-Prés                 |
| Église Saint-Pierre-et-Saint-Paul de Ribemont | Ribemont               |                  | 49° 47′ 49″ nord, 3° 27′ 37″ est | « PA00115888 » | Classé         | 23 juillet 1921                   | Église Saint-Pierre-et-Saint-Paul de Ribemont |
| Maison natale de Condorcet                    | Ribemont               | 11 rue Condorcet | 49° 47′ 48″ nord, 3° 27′ 39″ est | « PA00116004 » | Inscrit        | 23 mars 1990                      | Maison natale de Condorcet                    |
| Moulin de Lucy                                | Ribemont               |                  | 49° 48′ 34″ nord, 3° 28′ 22″ est | « PA00125658 » | Inscrit        | 14 janvier 1993                   | Moulin de Lucy                                |
| Église Saint-Event de Rogny                   | Rogny                  |                  | 49° 46′ 10″ nord, 3° 48′ 28″ est | « PA00115889 » | Inscrit        | 6 janvier 1989                    | Église Saint-Event de Rogny                   |
| Prieuré de Roucy                              | Roucy                  |                  | 49° 22′ 18″ nord, 3° 48′ 53″ est | « PA00115890 » | Inscrit        | 3 juin 1932                       | Prieuré de Roucy                              |
| Château de Chailvet                           | Royaucourt-et-Chailvet | Chailvet         | 49° 30′ 47″ nord, 3° 32′ 06″ est | « PA00115891 » | Inscrit Classé | 28 décembre 1984 16 novembre 1984 | Château de Chailvet                           |
| Église Saint-Julien de Royaucourt-et-Chailvet | Royaucourt-et-Chailvet | Royaucourt       | 49° 30′ 54″ nord, 3° 31′ 24″ est | « PA00115892 » | Classé         | 1862                              | Église Saint-Julien de Royaucourt-et-Chailvet |
| Église Saint-Laurent de Rozoy-sur-Serre       | Rozoy-sur-Serre        |                  | 49° 42′ 28″ nord, 4° 07′ 42″ est | « PA00115894 » | Classé         | 2 décembre 1986                   | Église Saint-Laurent de Rozoy-sur-Serre       |

- Haut – A
- B
- C
- D
- E
- F
- G
- H
- I
- J
- K
- L
- M
- N
- O
- P
- Q
- R
- S
- T
- U
- V
- W
- X
- Y
- Z

### S
| Monument                                             | Commune                       | Adresse                                                           | Coordonnées                      | Notice         | Protection                    | Date                                                  | Illustration                                         |
| ---------------------------------------------------- | ----------------------------- | ----------------------------------------------------------------- | -------------------------------- | -------------- | ----------------------------- | ----------------------------------------------------- | ---------------------------------------------------- |
| Église Saint-Algis de Saint-Algis                    | Saint-Algis                   |                                                                   | 49° 54′ 02″ nord, 3° 49′ 23″ est | « PA00115897 » | Inscrit                       | 14 juin 1989                                          | Église Saint-Algis de Saint-Algis                    |
| Église Saint-Erme de Saint-Erme-Outre-et-Ramecourt   | Saint-Erme-Outre-et-Ramecourt |                                                                   | 49° 30′ 39″ nord, 3° 50′ 50″ est | « PA00115899 » | Inscrit                       | 3 juin 1932                                           | Église Saint-Erme de Saint-Erme-Outre-et-Ramecourt   |
| Église Saint-Gobain de Saint-Gobain                  | Saint-Gobain                  |                                                                   | 49° 35′ 44″ nord, 3° 22′ 51″ est | « PA00115901 » | Classé                        | 4 mai 1921                                            | Église Saint-Gobain de Saint-Gobain                  |
| Manufacture royale de glaces de miroirs              | Saint-Gobain                  |                                                                   | 49° 35′ 55″ nord, 3° 22′ 30″ est | « PA00135569 » | Inscrit                       | 15 mars 1995                                          | Manufacture royale de glaces de miroirs              |
| Verrerie de Charles-Fontaine                         | Saint-Gobain                  |                                                                   | 49° 34′ 51″ nord, 3° 25′ 03″ est | « PA00115902 » | Inscrit                       | 30 mai 1928                                           | Verrerie de Charles-Fontaine                         |
| Abbaye de Saint-Michel                               | Saint-Michel                  |                                                                   | 49° 55′ 39″ nord, 4° 08′ 05″ est | « PA00115904 » | Inscrit Classé Inscrit Classé | 25 mars 2010 5 juin 1951 1er juin 1927 1889 1862 2014 | Abbaye de Saint-Michel                               |
| Maison du Prévôt                                     | Saint-Michel                  |                                                                   | 49° 55′ 33″ nord, 4° 08′ 08″ est | « PA02000035 » | Inscrit                       | 17 août 2001                                          | Maison du Prévôt                                     |
| Mausolée Savart                                      | Saint-Michel                  |                                                                   | 49° 55′ 40″ nord, 4° 07′ 54″ est | « PA02000036 » | Classé                        | 24 août 2004                                          | Image manquante Téléverser                           |
| Abbaye de Saint-Nicolas-aux-Bois                     | Saint-Nicolas-aux-Bois        |                                                                   | 49° 35′ 03″ nord, 3° 26′ 04″ est | « PA00115905 » | Inscrit                       | 24 octobre 1927                                       | Abbaye de Saint-Nicolas-aux-Bois                     |
| Le Tortoir                                           | Saint-Nicolas-aux-Bois        |                                                                   | 49° 36′ 28″ nord, 3° 26′ 22″ est | « PA00115906 » | Classé                        | 1er août 1912                                         | Le Tortoir                                           |
| Croix Cesine                                         | Saint-Nicolas-aux-Bois        |                                                                   | à géolocaliser                   | « PA00115907 » | Inscrit                       | 8 février 1928                                        | Image manquante Téléverser                           |
| Église Saint-Pierre de Saint-Pierre-lès-Franqueville | Saint-Pierre-lès-Franqueville |                                                                   | 49° 49′ 09″ nord, 3° 49′ 22″ est | « PA00115999 » | Inscrit                       | 14 juin 1989                                          | Église Saint-Pierre de Saint-Pierre-lès-Franqueville |
| Ferme de Saint-Antoine                               | Saint-Pierremont              |                                                                   | 49° 43′ 26″ nord, 3° 52′ 01″ est | « PA00115909 » | Inscrit                       | 30 décembre 1988                                      | Image manquante Téléverser                           |
| Basilique Saint-Quentin                              | Saint-Quentin                 |                                                                   | 49° 50′ 52″ nord, 3° 17′ 24″ est | « PA00115910 » | Classé                        | 1840                                                  | Basilique Saint-Quentin                              |
| Chapelle de la Charité                               | Saint-Quentin                 | 38 rue des Patriotes                                              | 49° 50′ 39″ nord, 3° 17′ 19″ est | « PA02000056 » | Inscrit                       | 29 juillet 2005                                       | Chapelle de la Charité                               |
| Chapelle Sainte-Thérèse                              | Saint-Quentin                 | 8 avenue des Fusillés de Fontaine-Notre-Dame                      | 49° 50′ 02″ nord, 3° 18′ 30″ est | « PA02000101 » | Inscrit                       | 11 avril 2022                                         | Chapelle Sainte-Thérèse                              |
| Château de la Pilule                                 | Saint-Quentin                 | 110 Avenue de la République                                       | 49° 51′ 37″ nord, 3° 18′ 24″ est | « PA02000085 » | Inscrit                       | 2014                                                  | Image manquante Téléverser                           |
| Cimetière militaire allemand de Saint-Quentin        | Saint-Quentin                 | Rue de la Chaussée-Romaine                                        | 49° 50′ 55″ nord, 3° 15′ 45″ est | « PA02000025 » | Inscrit                       | 13 janvier 2000                                       | Cimetière militaire allemand de Saint-Quentin        |
| Gare de Saint-Quentin                                | Saint-Quentin                 | Place André-Baudez                                                | 49° 50′ 23″ nord, 3° 17′ 50″ est | « PA02000049 » | Inscrit                       | 23 septembre 2003                                     | Gare de Saint-Quentin                                |
| Hôtel Dumoustier de Vastre                           | Saint-Quentin                 | 46 rue d'Isle                                                     | 49° 50′ 38″ nord, 3° 17′ 29″ est | « PA00115911 » | Inscrit                       | 11 octobre 1930                                       | Hôtel Dumoustier de Vastre                           |
| Hôtel Joly de Bammeville                             | Saint-Quentin                 | 9 rue des Canonniers                                              | 49° 50′ 43″ nord, 3° 17′ 11″ est | « PA00115912 » | Classé                        | 25 août 1930                                          | Hôtel Joly de Bammeville                             |
| Hôtel de ville de Saint-Quentin                      | Saint-Quentin                 | 9 rue des Petits-Degrés 1 rue Boursaint                           | 49° 50′ 49″ nord, 3° 17′ 14″ est | « PA00115913 » | Classé                        | 29 août 1984                                          | Hôtel de ville de Saint-Quentin                      |
| Porte des Canonniers                                 | Saint-Quentin                 | 21 rue des Canonniers                                             | 49° 50′ 42″ nord, 3° 17′ 08″ est | « PA00115914 » | Inscrit                       | 11 octobre 1930                                       | Porte des Canonniers                                 |
| Puits à eau                                          | Saint-Quentin                 | Place de l'Hôtel-de-Ville (anciennement place Gaspard-de-Coligny) | 49° 50′ 46″ nord, 3° 17′ 16″ est | « PA00115915 » | Inscrit                       | 11 mai 1932                                           | Puits à eau                                          |
| Théâtre municipal de Saint-Quentin                   | Saint-Quentin                 | Place de l'Hôtel-de-Ville                                         | 49° 50′ 46″ nord, 3° 17′ 13″ est | « PA00135570 » | Inscrit                       | 10 octobre 1995                                       | Théâtre municipal de Saint-Quentin                   |
| Usine Sidoux                                         | Saint-Quentin                 | 75 rue Camille-Desmoulins                                         | 49° 51′ 16″ nord, 3° 17′ 35″ est | « PA00116009 » | Inscrit                       | 24 février 1992                                       | Usine Sidoux                                         |
| Oppidum                                              | Saint-Thomas                  |                                                                   | 49° 30′ 15″ nord, 3° 49′ 27″ est | « PA02000081 » | Inscrit                       | 27 mai 2013                                           | Image manquante Téléverser                           |
| Prieuré de Saint-Thomas                              | Saint-Thomas                  |                                                                   | 49° 29′ 49″ nord, 3° 49′ 14″ est | « PA00115918 » | Inscrit                       | 28 juin 1927                                          | Image manquante Téléverser                           |
| Croix monumentale de Samoussy                        | Samoussy                      | R.N. 337                                                          | 49° 35′ 07″ nord, 3° 44′ 03″ est | « PA00115919 » | Inscrit                       | 3 juin 1932                                           | Image manquante Téléverser                           |
| Église Notre-Dame de Septvaux                        | Septvaux                      |                                                                   | 49° 34′ 13″ nord, 3° 22′ 37″ est | « PA00115926 » | Classé                        | 12 août 1909                                          | Église Notre-Dame de Septvaux                        |
| Église Saint-Sauveur de Serain                       | Serain                        |                                                                   | 50° 01′ 41″ nord, 3° 22′ 01″ est | « PA00115927 » | Classé                        | 10 février 1914                                       | Église Saint-Sauveur de Serain                       |
| Moulin de Sénercy                                    | Séry-lès-Mézières             |                                                                   | 49° 46′ 04″ nord, 3° 23′ 46″ est | « PA00132910 » | Inscrit                       | 21 octobre 1994                                       | Moulin de Sénercy                                    |
| Chapelle des Dormants                                | Sissy                         |                                                                   | 49° 48′ 18″ nord, 3° 26′ 08″ est | « PA00115935 » | Classé                        | 20 décembre 1920                                      | Chapelle des Dormants                                |

- Haut – A
- B
- C
- D
- E
- F
- G
- H
- I
- J
- K
- L
- M
- N
- O
- P
- Q
- R
- S
- T
- U
- V
- W
- X
- Y
- Z

### T
| Monument                             | Commune                 | Adresse                     | Coordonnées                      | Notice         | Protection | Date              | Illustration                         |
| ------------------------------------ | ----------------------- | --------------------------- | -------------------------------- | -------------- | ---------- | ----------------- | ------------------------------------ |
| Église Notre-Dame de Tavaux          | Tavaux-et-Pontséricourt |                             | 49° 43′ 27″ nord, 3° 54′ 27″ est | « PA00115957 » | Inscrit    | 4 juillet 1989    | Église Notre-Dame de Tavaux          |
| Place Carnegie-de-Fargniers          | Tergnier                | Place Carnegie-de-Fargniers | 49° 39′ 30″ nord, 3° 18′ 53″ est | « PA02000018 » | Inscrit    | 1er décembre 1998 | Place Carnegie-de-Fargniers          |
| Église de la Sainte-Trinité de Trucy | Trucy                   |                             | 49° 28′ 20″ nord, 3° 36′ 41″ est | « PA00115960 » | Classé     | 12 juillet 1886   | Église de la Sainte-Trinité de Trucy |

- Haut – A
- B
- C
- D
- E
- F
- G
- H
- I
- J
- K
- L
- M
- N
- O
- P
- Q
- R
- S
- T
- U
- V
- W
- X
- Y
- Z

### U
| Monument                  | Commune | Adresse | Coordonnées                      | Notice         | Protection | Date            | Illustration               |
| ------------------------- | ------- | ------- | -------------------------------- | -------------- | ---------- | --------------- | -------------------------- |
| Église Notre-Dame d'Urcel | Urcel   |         | 49° 29′ 16″ nord, 3° 33′ 50″ est | « PA00115961 » | Classé     | 16 janvier 1880 | Image manquante Téléverser |

- Haut – A
- B
- C
- D
- E
- F
- G
- H
- I
- J
- K
- L
- M
- N
- O
- P
- Q
- R
- S
- T
- U
- V
- W
- X
- Y
- Z

### V
| Monument                               | Commune         | Adresse                  | Coordonnées                      | Notice         | Protection | Date              | Illustration                           |
| -------------------------------------- | --------------- | ------------------------ | -------------------------------- | -------------- | ---------- | ----------------- | -------------------------------------- |
| Abbaye de Bohéries                     | Vadencourt      | Bohéries                 | 49° 55′ 06″ nord, 3° 34′ 22″ est | « PA00115962 » | Classé     | 30 janvier 1995   | Abbaye de Bohéries                     |
| Maisons de Nicolas Grain               | Vadencourt      | 5, 7 rue Nicolas-Grain   | 49° 55′ 43″ nord, 3° 34′ 34″ est | « PA02000037 » | Inscrit    | 9 juillet 2001    | Image manquante Téléverser             |
| Oppidum de Variscourt                  | Variscourt      |                          | 49° 25′ 32″ nord, 3° 58′ 03″ est | « PA00116012 » | Inscrit    | 27 juillet 1992   | Image manquante Téléverser             |
| Église Saint-Martin de Vendhuile       | Vendhuile       |                          | 50° 00′ 40″ nord, 3° 12′ 28″ est | « PA00132911 » | Inscrit    | 4 novembre 1994   | Église Saint-Martin de Vendhuile       |
| Camp Romain                            | Vermand         | Le Village               | 49° 52′ 36″ nord, 3° 08′ 45″ est | « PA00115969 » | Classé     | 1840              | Camp Romain                            |
| Église Notre-Dame de Vervins           | Vervins         |                          | 49° 50′ 06″ nord, 3° 54′ 27″ est | « PA00115970 » | Classé     | 7 octobre 1975    | Église Notre-Dame de Vervins           |
| Remparts de Vervins                    | Vervins         |                          | 49° 50′ 06″ nord, 3° 54′ 21″ est | « PA02000051 » | Inscrit    | 17 mars 2003      | Remparts de Vervins                    |
| Cimetière militaire allemand de Veslud | Veslud          |                          | 49° 31′ 58″ nord, 3° 44′ 03″ est | « PA02000024 » | Inscrit    | 8 novembre 1999   | Cimetière militaire allemand de Veslud |
| Église Saint-Martin de Vigneux-Hocquet | Vigneux-Hocquet |                          | 49° 44′ 25″ nord, 3° 59′ 31″ est | « PA00115981 » | Inscrit    | 9 juillet 1987    | Église Saint-Martin de Vigneux-Hocquet |
| Église Saint-Jean-Baptiste de Vorges   | Vorges          |                          | 49° 31′ 06″ nord, 3° 39′ 19″ est | « PA00115992 » | Classé     | 22 janvier 1910   | Église Saint-Jean-Baptiste de Vorges   |
| Maison                                 | Vorges          |                          | à géolocaliser                   | « PA00115993 » | Inscrit    | 8 février 1928    | Image manquante Téléverser             |
| Vendangeoir de Vorges                  | Vorges          | 1 rue du Docteur-Ganault | 49° 31′ 11″ nord, 3° 39′ 22″ est | « PA00116010 » | Inscrit    | 29 septembre 1992 | Image manquante Téléverser             |

- Haut – A
- B
- C
- D
- E
- F
- G
- H
- I
- J
- K
- L
- M
- N
- O
- P
- Q
- R
- S
- T
- U
- V
- W
- X
- Y
- Z

### W
| Monument                    | Commune | Adresse | Coordonnées                      | Notice         | Protection | Date         | Illustration                |
| --------------------------- | ------- | ------- | -------------------------------- | -------------- | ---------- | ------------ | --------------------------- |
| Église Saint-Martin de Wimy | Wimy    |         | 49° 56′ 03″ nord, 3° 59′ 57″ est | « PA00115995 » | Inscrit    | 14 juin 1989 | Église Saint-Martin de Wimy |

- Haut – A
- B
- C
- D
- E
- F
- G
- H
- I
- J
- K
- L
- M
- N
- O
- P
- Q
- R
- S
- T
- U
- V
- W
- X
- Y
- Z